# 比耶稣更受欢迎
“比耶稣更受欢迎”（More popular than Jesus）或“比耶稣更伟大”（Bigger than Jesus）是披头士乐队成员约翰·列侬在1966年发表的极具争议的言论。列侬说，基督教（包括天主教、新教的基督宗教）已经日渐式微，披头士乐队已经比耶稣基督更加流行，更得人心。这番点评起初在英国发表时并没有引起争议，但是在五个月后，列侬的言论在美国引起了基督教团体的憤怒。
在1966年3月，约翰·列侬在接受伦敦晚报（London Evening Standard）的记者莫琳·克里夫采访时首次发出了这样的评论，但是当时公众并没有多大的反应。在5个月以后，美国一份青年杂志Datebook引用了列侬的话，引起了美国南部大规模的抗议。一些电台停止播放披头士乐队的歌曲，人们公开焚烧他们的专辑，原本安排好的新闻发布会也被取消，披头士乐队成员也受到了恐吓和威胁。这次争议事件正好发生在披头士乐队1966年的美国巡演期间，列侬和乐队经纪人布萊恩·愛普斯坦试图利用一系列的新闻发布会来平息这一事件。乐队的几场巡回演出受到了恐吓，不得不中断，三K党也参与其中，举行了针对列侬言论的抗议。这一事件直接导致了披头士乐队在日后不再进行公开的现场演出，只在录音室制作音乐，美国巡演成为绝唱。

## 背景

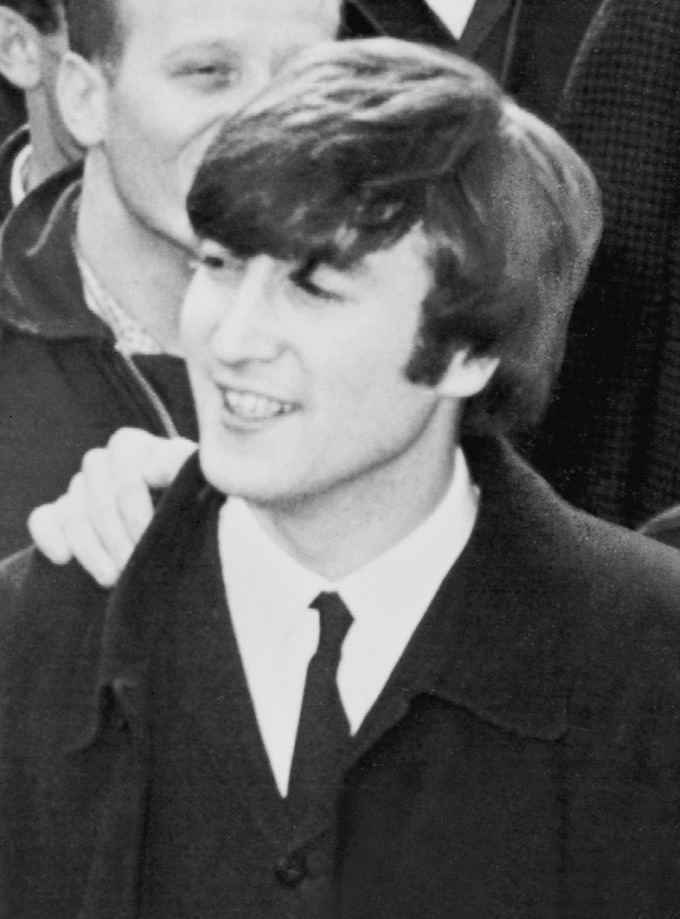
约翰·列侬，摄于1964年。

1966年3月，伦敦晚报发表了一系列名为“披头士乐队面面观”（How Does a Beatle Live?）的周刊文章，其中约翰·列侬，林戈·斯塔尔，乔治·哈里森，以及保罗·麦卡特尼都接受了采访。记者莫琳·克里夫撰写了这些文章，她十分了解披头士乐队，自披头士风潮席卷英国时就时常采访乐队成员。三年前，她将乐队成员描述为“默西塞德郡的宠儿”，还在1964年2月，陪同乐队乘机去美国参加第一次巡演。1966年3月，莫琳·克里夫在撰写这些文章时，选择采取并非主流的做法，分别采访乐队成员。

莫琳·克里夫在1966年3月4日于列侬在威布里奇的家中采访了他，她发现列侬收藏了一个全尺寸的十字架，一个大猩猩戏服，一套中世纪铠甲，还有井井有条的个人藏书，其中不乏丁尼生，乔纳森·斯威夫特，奥斯卡·王尔德，乔治·奥威尔，奥尔德斯·赫胥黎等名家著作，其中英国圣经学者Hugh J. Schonfield的著作《逾越节档案》（The Passover Plot）影响了列侬对于基督教的看法。莫琳·克里夫在文章中提到，列侬“对宗教读物涉猎甚广”，还引用了列侬下面这一段评语：
|             | 基督教终将消亡，它会慢慢枯萎直至消逝。我并不想要争论这一点，我是正确的，时间也会印证我的话。我们现在比耶稣更受欢迎，我不知道摇滚乐和基督教哪一个会先消失。耶稣是不错的，不过他的教徒实在是愚蠢和庸俗。就我看来，是这些教徒扭曲了基督教，并会最终毁灭基督教。 |
| ——约翰·列侬 | |

1966年3月，莫琳·克里夫在伦敦晚报上发表了关于列侬的采访，在英国公众中并没产生反响。在英国，去教堂做礼拜的人数在不断减少，基督教教堂也毫不掩饰其渴望转变形象，变得更加适应现代社会的努力。音乐史学家Jonathan Gould这样写道“擅长讽刺的喜剧演员常常拿当时教堂试图转变形象的做法作为素材”。在1963年，伍利奇聖公宗主教John A.T. Robinson出版了引起广泛争议，却十分流行的一本书，《对上帝坦诚》（Honest to God）。在书中，Robinson呼吁全国摒弃教堂对道德以及上帝（“天上的老人”）这一概念的传统解读，转而接受更广泛意义的爱的准则。Bryan R. Wilson在其1966年的文章“世俗社会的宗教”中也解释道，宗教世俗化使得英国民众抛弃了教堂。不过，在美国，教堂的地位依旧牢固，深受人民欢迎。
保罗·麦卡特尼和乔治·哈里森都曾在罗马天主教会受洗，不过两个人心裏都不信奉基督教。在披头士风潮伊始，神父Ronald Gibbons曾经和乐队接触过，并向记者说披头士演唱的《齐来崇拜歌》（O Come All Ye Faithful）版本，是英格兰教堂重获民众欢迎所需要的资源。 

## 在美国的反應
莫琳·克里夫的文章在伦敦晚报发表后，披头士的新闻发言人托尼·巴罗授权给美国青年杂志Datebook这四篇访谈文章的发布权。巴罗认为这几篇文章能够向披头士的粉丝展示出乐队先进的一面，他们正在不断超越简单的流行音乐，尝试创造挑战陈规的音乐。 Datebook 杂志先前已经发表过有关时尚设计师玛丽·奎恩特以及LSD影响的文章，看起来似乎是发表这一系列访谈的理想平台。 
在1966年7月下旬，报道文章在英国发布将近五个月后，Datebook重新刊登了这些访谈。不过，艺术编辑Art Unger断章取义地将列侬对基督教的言论放在了封面上。在阿拉巴马州，伯明翰WAQY电台（经典摇滚电台，也称作摇滚102电台）的主播Tommy Charles 从同事Doug Layton的口中得知列侬的言论时暴跳如雷，说“这太过分了，我今后都不会再放披头士的音乐”。Charles和Layton也在节目中征求听众对列侬言论的看法，得到的绝大多数是负面的评价。Charles 随后表示“我们觉得这件事太荒唐，太亵渎神圣了。我们必须采取行动让他们明白这种事情不是说过且过的”。美国合众国际社新闻部门经理Al Benn在听到WAQY电台的节目后，立即在纽约撰写了相关的新闻，随后8月5日的纽约时报也进行了重点的报道。大致有24家电台都相继效仿WAQY电台，发表了不再播放披头士音乐的申明。一些美国深南部的电台更进一步，组织了抗议运动，燃起篝火，吸引了一群又一群的年轻人公开焚烧披头士的专辑以及纪念品。 

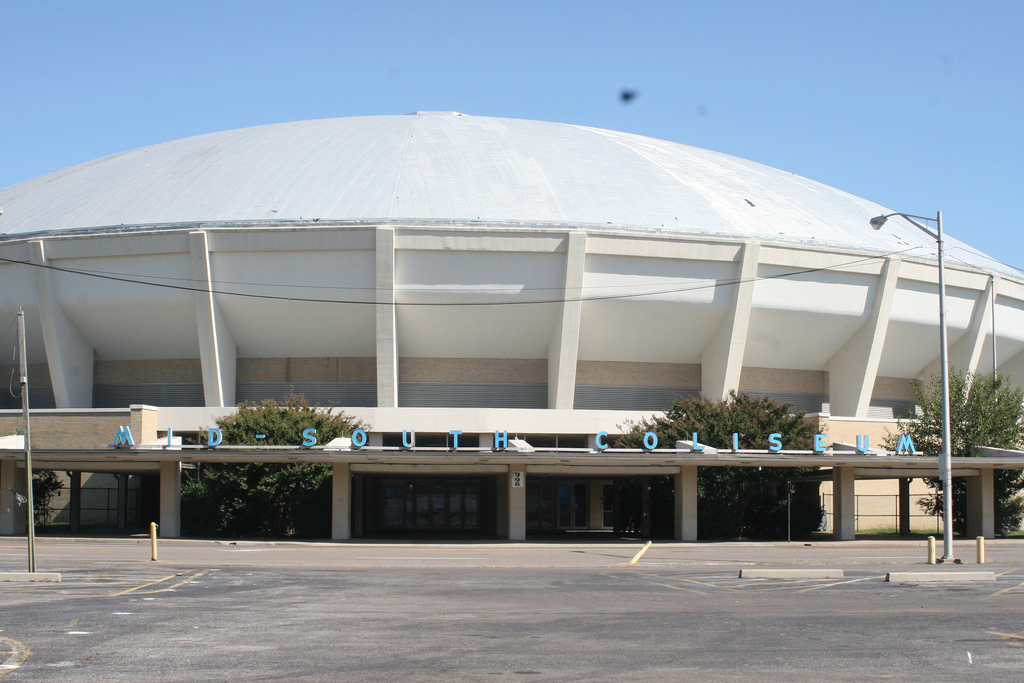
1966年8月19日晚上，披头士乐队在美国田納西州孟菲斯中南體育館演出時，有人点燃爆竹後拋到台上並引起小爆炸。

乐队经纪人爱普斯坦十分担心当时的情况会恶化，乐队成员会被严重伤害，并考虑取消披头士接下来的美国巡演。他随后飞往美国，在纽约举行了新闻发布会，公开谴责了Datebook杂志的行为，他称杂志断章取义，明显歪曲列侬的本意。但他也对乐队的言论表示了歉意，并称宗教信仰者的确有权利感到恼火。爱普斯坦的努力没有多大效果，争议事件很快跨越国界，传到了美国之外的国家。墨西哥城举行了对披头士乐队的抗议活动，其它一些国家，比如南非和西班牙，禁止在国家电台上播放披头士的歌曲。聖座也公开谴责了列侬的言论。 
1966年8月11日，披头士乐队前往美国进行巡演。列侬的妻子，辛西娅·列侬回忆到，当时列侬十分紧张，也因自己只不过是发表了个人的看法就触犯众怒感到十分沮丧。披头士乐队出席了在伊利诺伊州，芝加哥举行的新闻发布会。列侬本不想道歉，不过爱普斯坦和巴罗都建议他应该这么做。列侬反唇相讥到，“如果我当时说电视比耶稣更受欢迎，估计就没有这么大的麻烦了。”不过他强调，自己当时的言论只是想谈谈他人是如何看待并追捧自己的乐队的。他引用伍利奇教堂主教的话来描述自己对于上帝的信仰，“（上帝）并不是一个活在天空中的老人，我相信大家口中的上帝在每一个人的身上都有体现”。列侬坚决否定自己是在和耶稣作比较，并努力解释了英国基督教衰落的状况。一位记者催促列侬道歉，他是这样回应的“如果你们想让我道歉，如果我道歉能使你们开心的话，那么好吧，我错了”。记者们对列侬表示同情，并告诉他，美国聖經帶的人们“因其对基督教的态度而声名狼藉”。 
美国巡演刚一开始就遭到了抗议和骚乱的干扰。乐队成员收到电话恐吓，三K党也在演唱会现场举行抗议。英国刊物每日快报的记者Robert Pitman在美国人民抗议披头士这一问题上是这样评价的“美国人夜以继日地举行抗议，说服我们披头士应该是四个顽固的教堂理事，这样的做法实在是令人咋舌。”美国本土也批判了抗议行为，肯塔基州一家电台宣布将继续播放披头士的音乐，来传达其对“虚伪教徒的鄙视”。美国的耶稣会杂志也这样写道，“列侬只不过是说出了很多基督教徒都会承认的事实”。 
孟菲斯市议会得知披头士的演唱会将在中南演出场馆举行后，投票取消这一活动，表示不能“用市政场馆作为取笑宗教信仰的平台”，并说“孟菲斯不欢迎披头士”。三K党将披头士的专辑钉在十字架上，誓言要进行报复，保守团体更进一步，在公共场所焚烧披头士的专辑。牧师Jimmy Stroad称孟菲斯需要一场基督教教徒集会，以“给中南部的年轻人一个机会，展示耶稣基督要比披头士受欢迎多了”。8月19日披头士的音乐会还是上演了，下午的演出按照原定计划进行。不过在晚上的演出中，一颗爆竹在台上爆炸，引起了小小的恐慌，乐队还以为自己已经成为了枪手的目标。
披头士乐队讨厌这次美国巡演，一方面是因为列侬言论带来的争议和负面反响，另一方面他们也不满经纪人爱普斯坦一直组织现场演出，干扰了乐队的录音室工作。乔治·哈里森严肃地考虑要脱离乐队，不过最后还是被劝住了，条件是披头士从今后变成了只在录音室工作的乐团。随后，他们聚在一起录制了《比伯军曹寂寞芳心俱乐部》这张专辑，并在1967年6月发行，不仅获得了商业的成功，还得到了评论家的一致好评。 

## 后续
1969年，事件发生三年以后，列侬在加拿大旅行时被问及当年的情况。他再次重申自己的观点，在年轻人当中，披头士的确比耶稣更受欢迎，而且说很多牧师也同意他的看法。他把美国的抗议者比作“法西斯基督徒”，并称自己很信仰耶稣，一直觉得他的教导是正确的。1978年，列侬感谢耶稣终止了披头士的巡演，并说“如果我当时没说那番话，没有触怒那些三K党的基督徒们，现在我估计还和那些跳梁小丑一样在台上演出呢！天佑美国！感谢你，耶稣！”
1993年，电台主持人 Michael Medved 在星期日泰晤士報上发表的文章这样写道，“今天，列侬那样的言论再也不会引起争议了，人们都希望主流的艺人能对宗教持蔑视的态度。”1997年，绿洲乐队的主唱諾爾·蓋勒格表示自己的乐队“比上帝更伟大”，并没有引起人们的回应。

2008年梵蒂冈的羅馬觀察報在一篇纪念披头士双唱片专辑The Beatles（也被称为“白色专辑”）发行40周年的文章中发表如下声明：
当年列侬的言论引起了美国人民极大的愤慨，这么多年过去了再看这些话，不过是一夜成名的英国工人阶级小伙子的吹嘘而已（毕竟他继承了猫王和摇滚乐的精神传统）。38年过去了，列侬和麦卡特尼的乐队在时间面前展现出顽强的生命力，成为了一代又一代后继流行音乐人的灵感来源。
作为对这一声明的回应，林哥·史達说“梵蒂冈不是说我们像撒旦一样邪恶吗？他们依旧能够宽恕我们？我觉得梵蒂冈除了披头士外还得解释很多事情。”2010年4月14日的罗马观察报回应了斯塔尔的评论，称“约翰列侬不需要梵蒂冈的宽恕，罗马观察报重新发表了1966年列侬相关言论的文章，当时的文章称列侬已经为自己的言论道歉，而披头士乐队成员麦卡特尼也批评了他们。”2010年，斯塔尔说自己现在找到了信仰的宗教，“对我而言，上帝就是我的生活…我觉得在上世纪六十年代，我就开始寻找他了。”
2012年，休斯敦时报的音乐博客在比较了大众媒体的情况后得出结论，归根到底耶稣还是比披头士更受欢迎。2015年，菲律宾星报称，大约半个世纪过去了，时间证明列侬的言论并不全部正确，摇滚乐已经行将就木，而基督教则发展迅速，这要归功于教宗方济各领导下的天主教在近些年来得到了非同寻常的发展。

## 其它相关事件
1968年5月18日，列侬召集披头士乐队成员和他见面，并宣称自己是耶稣转世：“我有很重要的事情要告诉你们，我是基督耶稣，我又回来了。”随后他们去吃午饭，而列侬就再也没讲过这个话题。1969年5月，列侬和麦卡特尼录制专辑《约翰和洋子的情歌》，列侬这样唱道，“基督，你知道这不容易，你知道这有多难，他们将要把我钉在十字架上。”在几个月后BBC对列侬的访谈中，他称自己是“基督最忠实的粉丝之一”，也谈到了英格兰教堂的情况，自己心目中的天堂，还说自己因无法和小野洋子在教堂中成婚耿耿于怀。 
1969年12月3日，安德鲁·劳埃德·韦伯和蒂姆·赖斯邀请列侬扮演音乐剧《耶稣基督超级巨星》中耶稣的角色，列侬婉拒，不过他说如果小野洋子能够扮演抹大拉的馬利亞，他可能会有兴趣参演。列侬在1970年的歌曲《上帝》中又提到了耶稣，“我不相信耶稣”，不过他也唱到自己不相信圣经、佛陀，和披头士。在洛杉矶和庞凤仪住在一起时，列侬有一次对DJ Wolfman谈到，“摇滚还是不摇滚，这才是基督徒的真谛”。列侬1971年歌曲《想象》的一句“想象如果天堂并不存在”，也遭到了人们的批评。 
1980年12月8日，列侬被马克·大卫·查普曼枪杀。查普曼称自己是1970年重生的基督教徒，愤慨于列侬“比耶稣更受欢迎”的言论，觉得那是瀆神。他后来也坦言列侬的歌曲《上帝》和《想象》更是令他火冒三丈，他甚至唱起了自己改写过的词句“想象列侬已经死了”。 